# Паутинник блестящий
Паути́нник блестя́щий (лат. Cortinarius splendens) — гриб семейства паутинниковые (Cortinariaceae). Включён в подрод Phlegmacium рода паутинник. Один из сравнительно небольших видов, входящих в этот подрод. Смертельно ядовит.

## Таксономия
Синонимы:
- Cortinarius meinhardii Bon 1986, nom. nov. для Cortinarius vitellinus M.M. Moser 1952
- Cortinarius splendens var. meinhardii (Bon) Melot 1987
- Cortinarius splendens var. meinhardii (Bon) Krieglst. 1991
- Cortinarius splendens subsp. meinhardii (Bon) Brandrud & Melot 1989
- Cortinarius sulphureus var. splendens (Rob. Henry) Melot 1986
- Cortinarius vitellinus M.M. Moser 1952, nom. illeg. — омоним для Cortinarius vitellinus (Fr.) Bigeard & H. Guill. 1909 — синонима Bolbitius titubans (Bull.) Fr. 1838
- Phlegmacium splendens (Rob. Henry) M.M. Moser 1953, nom. inval.
- Phlegmacium splendens (Rob. Henry) M.M. Moser ex M.M. Moser 1960
- Phlegmacium vitellinum (M.M. Moser) M.M. Moser 1953, nom. inval.
- Phlegmacium vitellinum (M.M. Moser) M.M. Moser ex M.M. Moser 1960

## Описание
- Шляпка 4—12 см в диаметре, у молодых грибов полушаровидной формы, затем раскрывается и становится выпуклой, покрытая слизью, в центральной части волокнисто-чешуйчатая. Окраска шляпки серно-жёлтого или хромово-жёлтая, с оливково-бурыми или рыже-бурыми пятнами, или же коричневая в центре, к краю более светлая, у некоторых экземпляров с лучевидно-расходящимися из центра оливково-коричневыми полосами.
- Пластинки с выемкой, приросшие к ножке, у молодых грибов жёлтые, затем приобретают зеленоватый или оранжеватый оттенок. Покрывало (Кортина) паутинистое, жёлтого или лимонно-жёлтого цвета.
- Мякоть лимонно-жёлтого или серно-жёлтого цвета, с хлебным запахом или без него.
- Ножка 4—8×1—2 см, в нижней части с опушённым бульбовидным утолщением до 3 см, ярко-жёлтого цвета.
- Споры 9,5—11,5×5—6,5 мкм, покрытые бородавками, миндалевидной формы[1].

Паутинник блестящий смертельно ядовит, вероятно содержит токсин орелланин, обладающий сильным нефротоксичным действием, также найденный в паутиннике красивейшем и паутиннике горном.

## Сходные виды
- Cortinarius citrinus J.E. Lange ex P.D. Orton 1960 — Паутинник лимонно-жёлтый отличается шляпкой с жёлто-зелёным оттенком[2].

## Экология и ареал
Встречается в сосновых и смешанных лесах.
Произрастает в Европе. На территории России известен из Пензенской области. Растёт в хвойных лесах, образует микоризу преимущественно с елью и пихтой.